# Гимназия Владимира Науменко
Гимназия Владимира Науменко — частное среднее общеобразовательное заведение, основанное в 1905 году в Киеве украинским педагогом и общественным деятелем Владимиром Науменко. Гимназия была «с правами», то есть лицензирована, с официальной гимназической программой, соответствующей программе государственных гимназий.

## История

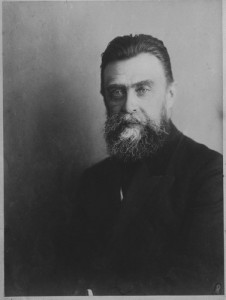
Основатель гимназии Владимир Науменко

По свидетельству исследователя киевской старины Михаила Кальницкого, бывшие частные гимназии хотя и не были убыточными, но целью их создания были не прибыли. Они создавались прежде всего для воплощения в жизнь педагогических или общественных принципов, которые невозможно было утвердить в государственных школах. Это касается и гимназии Науменко.
Сам Владимир Науменко имел большой опыт учительства в школе, он преподавал словесность в министерской женской гимназии, коллегии Павла Галагана, Фундуклеевской женской гимназии и Владимирском кадетском корпусе. По воспоминаниям бывших учеников Науменко и его коллег, уроки Науменко отличались высоким качеством и новаторскими методами преподавания.
По воспоминаниям Софии Русовой, Владимир Науменко неоднократно поднимал вопрос о создании гимназии, «где бы дети воспитывались в большем национальном сознании, где бы они обучались родному языку».
Поэтому 1 июля 1905 года была основана частная гимназию Владимира Науменко, а 9 декабря Науменко утвердили её директором. В конце 1912 года Владимир Науменко передаёт свою гимназию Обществу содействия среднему образованию, а 28 января 1913 года его назначают директором Общества. Гимназия действовала до 1916 года. Она расположилась в кирпичном доме, который сохранился и до сих пор, по адресу улица Ярославов Вал, 25. О гимназии Науменко на доме напоминает мемориальная доска.
Самым выдающимся «науменковцем» был поэт-неоклассик Максим Рыльский, который учился здесь с 1908 по 1915 год. Вместе с Рыльским здесь учились будущие литературоведы Михаил Алексеев, Михаил Мухин и театровед Александр Дейч.
Среди учителей гимназии были сам Владимир Науменко, который преподавал русскую словесность, Сергей Гиляров, который преподавал философию, Станислав Трабша, который преподавал латынь. Вот как писал Максим Рыльский о Станиславе Трабша в своей автобиографии:

Латинист Станислав Трабша большую сыграл роль в формировании моего эстетического мировоззрения, привив глубокую, на всю жизнь, любовь к античному миру и искусства.
Оригинальный текст (укр.)Латиніст Станіслав Трабша велику відограв роль у формуванні мого естетичного світогляду, прищепивши глибоку, на все життя, любов до античного світу і мистецтва.
— 
В 1914-1926 годах директором общественной гимназии Науменко был выдающийся педагог и методист Александр Фёдорович Музыченко
Сейчас в помещении бывшей гимназии находится школа искусств имени Михаила Вериковского (1896-1962).